# Koncentrat
Koncentrat – substancja, z której usunięto większość rozpuszczalnika.
Zazwyczaj jest to usunięcie wody z roztworu lub zawiesiny (na przykład wody z soku owocowego). Jedną z korzyści produkcji koncentratów jest zmniejszenie masy i objętości do transportu.
Koncentrat może być przywrócony do pierwotnej formy przez dodanie rozpuszczalnika.